# 嬌扁隆頭魚
嬌扁隆頭魚，為輻鰭魚綱鱸形目隆頭魚亞目隆頭魚科的其中一種。

## 分布
本魚分布於東北大西洋區，包括地中海、挪威、丹麥、德國、法國、英國、荷蘭、比利時、西班牙、葡萄牙、加那利群島海域。

## 深度
水深1至30公尺。

## 特徵
本魚依年齡與季節變化，魚的體色也會有所改變，雄魚的基色為乳褐色，有紅褐色線條。繁殖期側腹上有藍紅色，面部有藍色斑紋。雌魚體色通常較黯淡，常為淡褐色。吻短於後眼眶，口相當小，側線鱗片31至37枚，體長可達28公分。

## 生態
本魚棲息礁石區具有海草的海域，雄魚用海草築巢，屬雜食性，性情溫合。

## 經濟利用
可作為觀賞用魚。